# 变质砾岩

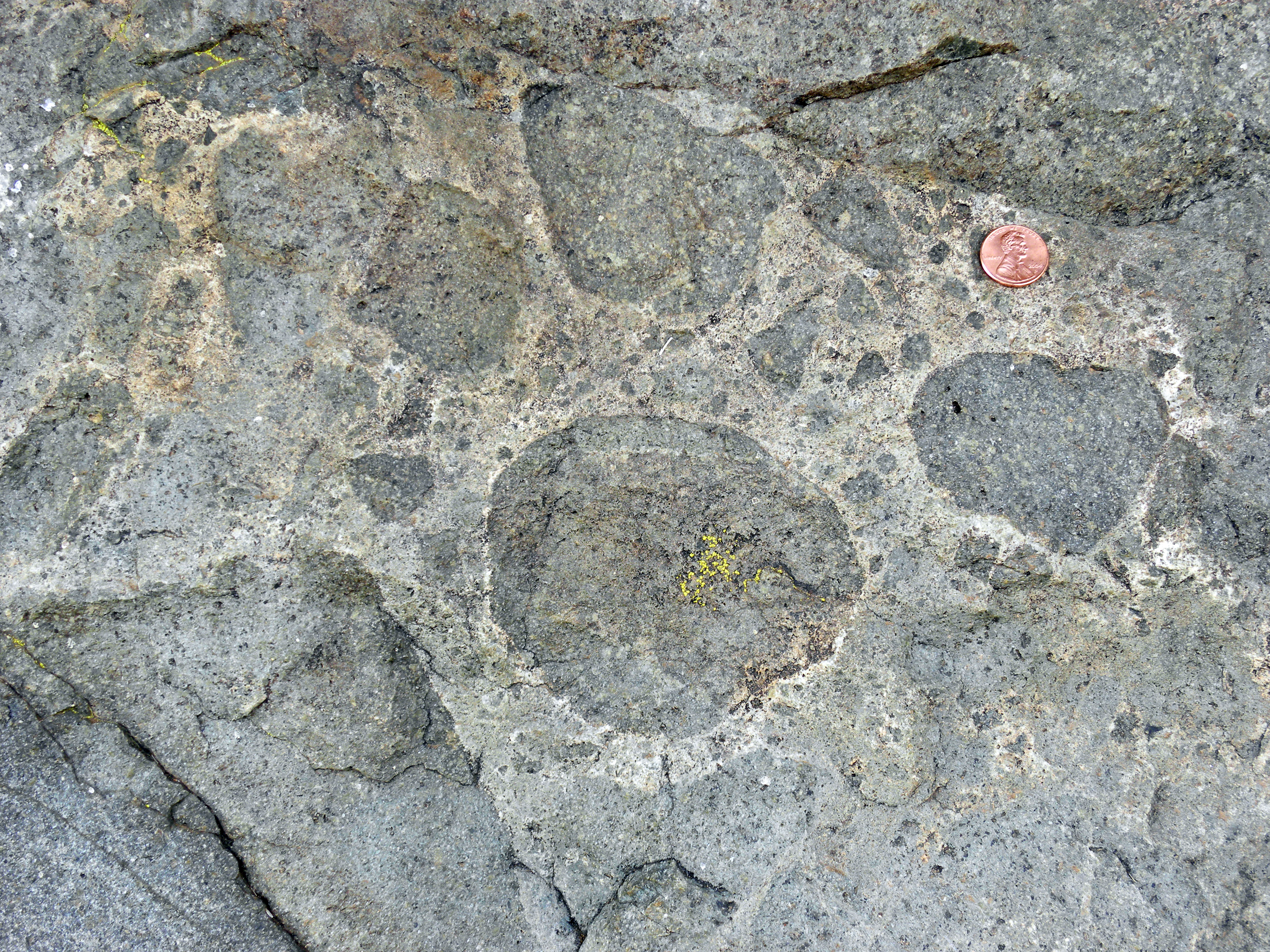
美國加州聖地牙哥縣侏羅紀变质砾岩

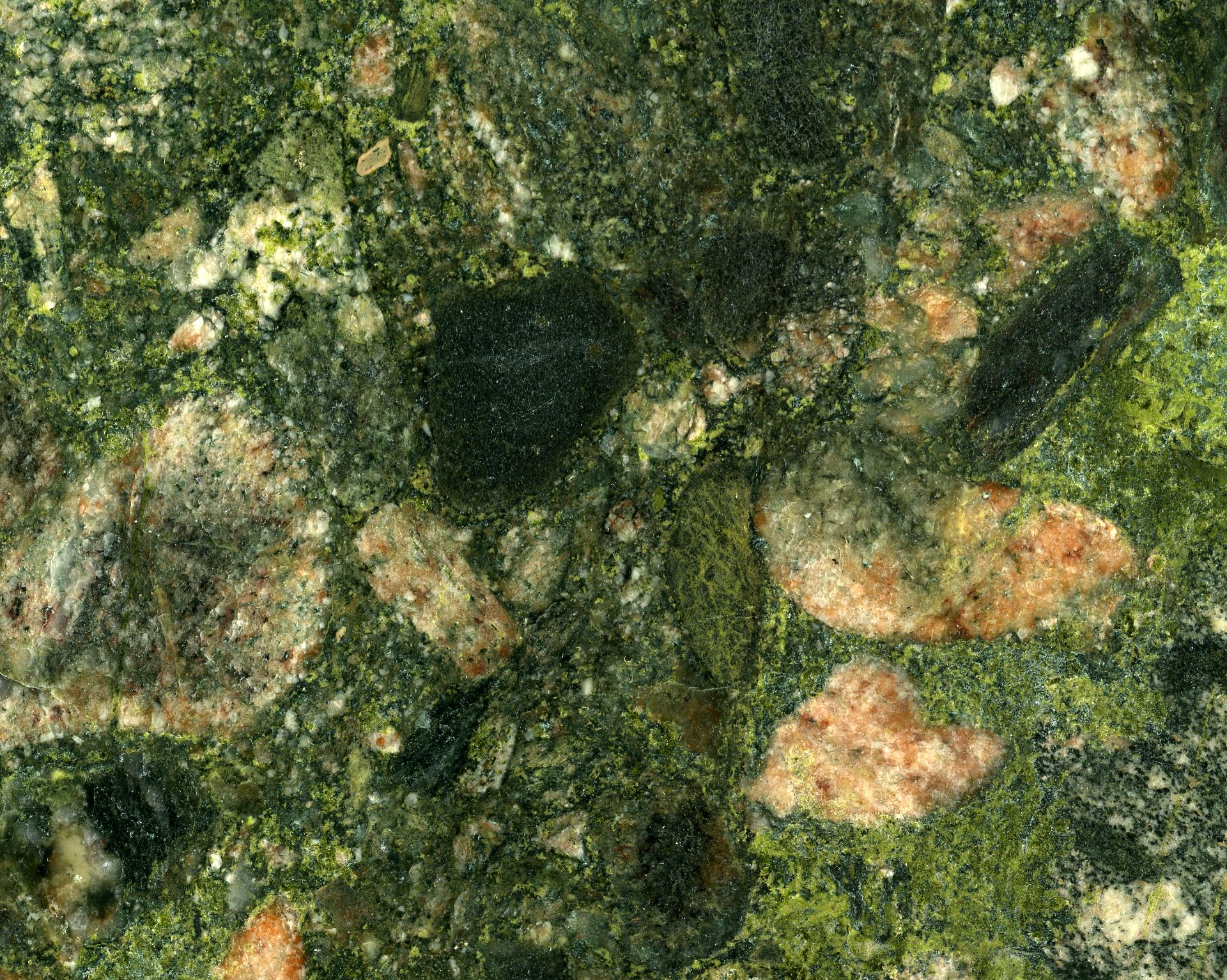
巴西变质砾岩

变质砾岩（英語：metaconglomerate）是礫岩經過變質作用后形成的岩石類型。礫岩是由卵石或較大的碎屑顆粒和基質組成，其基質為沙、淤泥或黏土。变质砾岩與礫岩組成相似，但其碎屑顆粒會經過變質而變形。礫岩的基質固結不如其碎屑顆粒，因此當破碎時，礫岩中的碎屑顆粒會從基質破裂而出。然而，变质砾岩破碎時其碎屑顆粒和基質會同時破裂，因其基質已經變質重結晶。
变质礫岩有時呈葉片狀，其生成變質環境與板岩或千枚岩相同，但母岩（原岩）是礫岩，而不是黏土。
西澳大利亞傑克山的變質礫岩是碎屑鋯石的源岩，這些碎屑鋯石的歷史可追溯至44億年。